# الطالبية (حي)
الطالبية هي حي في محافظة الجيزة، مصر، وهي المنطقة الفاصلة قديما بين الجيزة والأهرامات، يصل حدودها إلى منطقة كفر طهرمس التابعة لقسم بولاق الدكرور وهي محطة واسعة الشهرة بمنطقتى فيصل والهرم. الطالبية توجد فيها الكثير من المناطق والمحلات الشهيرة وكذلك تحتوى على نسبة كثافة سكانية بالهرم وتعد منطقة متوسطة فهى ليست فاخرة وليست عشوائية. والشارع الرئيسى بها يسمى شارع عثمان محرم باشا ويتقاطع مع عدة شوارع أخرى منها شارع خاتم المرسلين وشارع ترسا وشارع العروبة وشارع الثلاثينى وشارع سعد امام ويمر أيضا أسفل الطريق الدائرى وينتهى بمنطقة زراعية تسمى الكونيسة، من التقسيمات تقسيم اللاسلكى ويتكون من شارع المدرس وشارع النوبة وشارع الجامع وشارع عبد النبى السواح وحديثا بدأت الجهات المسؤولة بالاهتمام بالمنطقة حيث تم بناء العديد من المنشآت في المنطقة مثل كوبرى الطالبية الذي يربط ما بين شارع خاتم المرسلين وشارع ترسا الذي يتم الآن ازالة المنازل المخالفة لتوسعة الشارع والذي أسهم في حل مشكلة الزحام جزئيا في كلا المنطقتين

## معالم
يوجد بمنطقة الطالبية:
- مستشفى تبارك العام
- مستشفى الجمعية الإسلامية
- شركة سيد للادوية
- مصانع ملابس وسوق ملابس لجميع الاعمار
- مصنع الشرقية للدخان
- معهد كامل عودة الأزهري الخاص

## أعلام الطالبية
- أحمد مكي، ممثل، وغنى لها أغنيته «منطقتي».